# 5227 Bocacara
5227 Bocacara este un asteroid din centura principală de asteroizi.

## Descriere
5227 Bocacara este un asteroid din centura principală de asteroizi. A fost descoperit pe 4 august 1986 la Observatorul Palomar în cadrul programului INAS. Asteroidul prezintă o orbită caracterizată de o semiaxă mare de 2,29 ua, o excentricitate de 0,09 și o înclinație de 8,6° în raport cu ecliptica.